# 羅索沙 (捷普利克區)
48°38′58″N 29°51′54″E / 48.64944°N 29.86500°E
羅索沙（烏克蘭語：Росоша），是烏克蘭的村落，位於該國西南部文尼察州，由海辛區負責管轄，始建於1750年，面積0.25平方公里，海拔高度171米，2001年人口762，人口密度每平方公里3,060.24人。